# 화방사보광전
화방사보광전(花芳寺普光殿)은 경상남도 남해군 고현면 대곡리, 화방사에 있던 보광전이다. 1974년 2월 16일 경상남도의 유형문화재 제84호로 지정되었다가, 1981년 12월 31일 문화재 지정이 해제되었다.

## 참고 문헌
- 화방사보광전 - 국가유산청 국가유산포털